# مشترشتت
مشترشتت (به آلمانی: Mechterstädt) یک منطقهٔ مسکونی در آلمان است که در هورزل (تورینگن) واقع شده‌است. مشترشتت ۱٬۰۳۵ نفر جمعیت دارد.